# التهاب مثانه
سیستیت (به انگلیسی: Cystitis) یا در اصطلاح عام عفونت مثانه و در واقع التهاب در مثانه به علت جایگزینی و رشد عامل بیماری‌زا در آن و ایجاد عفونت است. شایع‌ترین عامل سیستیت باکتری گرم‌منفی است.
علائم شایع بیماری سوزش ادرار، تکرر ادرار، احساس فوریت دفع ادرار و گاه احتباس ادراری است.
تشخیص قطعی از طریق بررسی ادرار و کشت آن است. درمان با آنتی‌بیوتیک‌های متناسب با عامل بیماری است. درصورت عدم درمان ممکن است عفونت به سایر نواحی گسترش یابد و مثلاً موجب پیلونفریت شود.